# 熊本県立翔陽高等学校
熊本県立翔陽高等学校（くまもとけんりつ しょうよう こうとうがっこう）は、熊本県菊池郡大津町室に所在する公立の高等学校。熊本県下に3校存在する、様々な分野の科目から選択履修できる総合学科を有する高等学校の1つ。

## 設置学科
- 総合学科
  - 普通系列
  - 工業系列
  - 農業系列
  - 商業系列
  - 家庭系列

## 沿革
- 1906年4月1日 大津町7カ村組合立合志東高等小学校に合志東部農業補習学校を附設
- 1913年4月1日 農業補習学校の組織を改め、修業年1ヵ年、高等小学校卒業生男女
- 1914年4月1日 大津町外7ヵ村立菊池東部農業学校（乙種）設立許可
- 1922年4月1日 菊池東部実業学校と改称し女子部を新設
- 1931年11月17日　陸軍特別大演習参加後の昭和天皇が県内を巡幸。実業学校が行幸先の一つとなる[1]。
- 1947年4月1日 5ヶ年制甲種実業学校として認可
- 1948年4月1日 学制改革により熊本県立大津高等学校二部となる
- 1949年4月1日 熊本県立大津高等学校農業部と改称
- 1952年4月1日 農業別科を設置
- 1958年4月1日 家庭別科を廃止、農村家庭科を新設
- 1960年4月1日 熊本県立大津農業高等学校として独立
- 1963年4月1日 農村家庭科を生活科に改編、農業別科を廃止し農産製造科を新設
- 1968年4月1日 造園科を新設
- 1972年4月1日 熊本県立大津産業高等学校と校名を変更
- 1973年4月1日 設備工業科を新設
- 1974年4月1日 造園科を造園工学科に改編
- 1987年9月11日 電子機械科を新設
- 1993年4月1日 家政科を生活デザイン科に改編（開発機械科1、電子機械科1、設備工業科1、造園工学科1、食品工業科1、生活デザイン科2学級）
- 1996年4月1日 熊本県立翔陽高等学校に校名を変更し総合学科を設置

## 部活動

### 運動部
- 陸上部
- 卓球部
- バレーボール部（男子・女子）
- 馬術部
- サッカー部
- 剣道部
- 野球部
- バスケットボール部（男子・女子）
- 硬式テニス部
- ソフトテニス部（男子・女子）
- バドミントン部（男子・女子）
- ソフトボール部
- 柔道部
- フェンシング部
- 弓道部
- 憲法部
- ハンドボール部

### 文化部
- 写真部
- 放送部
- 情報処理部
- 美術部
- 吹奏楽部
- 食物部
- 華道部
- 茶道部
- 書道部
- エコラン部

### 同好会
- 英会話同好会
- 演劇同好会
- 簿記同好会
- 数学同好会

## 著名な出身者
- 菊池小巻（フェンシング）選手）
- 三遊亭好太郎（落語家）
- 芹川大毅（デザイナー）